# Herbert Meurer
Herbert August Meurer (* 16. Juni 1946 in Köln) ist ein deutscher Schauspieler.

## Leben
Meurer machte eine Schauspiel- und Regieausbildung bei Marianne Jentgens, Gründerin der Schauspielschule der Keller in Köln. Danach arbeitete er als freier Schauspieler und Regisseur an verschiedenen städtischen und privaten Theatern (Bühnen der Stadt Köln, Theater Bonn und Bad Godesberg, Düsseldorfer Kammerspiele, Komödie Frankfurt, Grenzlandtheater Aachen, Millowitsch-Theater Köln).
Er spielte neben Hauptrollen des klassischen Theaters, vor allem aber die Modernen Autoren des 20. Jahrhunderts. Er widmete sich schon früh dem Volkstheater. Er spielte den Sosias in Amphitryon, den Ägist in Die Fliegen, den Hans in Schweig, Bub! und den Giles Ralston in Die Mausefalle. In den Spielzeiten 1978 bis 1982 spielte er Stücke von und mit Trude Herr in deren Theater im Vringsveedel in Köln (Der große Hit, Der Hausmann, Drei Glas Kölsch und Massage-Salon Denz).
1972 bis 2010 u. a. spielte er Gastrollen in Tatort, Diese Drombuschs, Lindenstraße, Ein Fall für zwei, Die Wilden Hühner, Pastewka, Familie Heinz Becker, Eurocops, Mit Leib und Seele und Ein Schloß am Wörthersee.
1989 bis 1991 spielte er in 36 Folgen der Fernsehserie Forstinspektor Buchholz den Pit (WDR), 1993 bis 1999 in 168 Folgen der RTL-Serie Stadtklinik den Dr. Walter Schmidt, 2009 bis 2011 in 46 Folgen den Pit Schultes in der Fernsehserie Die Anrheiner (WDR) und 2009 den Doctor in dem Kinofilm The Dust of Time (Regie: Theo Angelopoulos).
2011 veröffentlichte Meurer den satirischen Roman Auf die Patienten fertig los!, basierend auf Erfahrungen einer Bypass-Operation.
Meurer lebt in Köln, ist verheiratet und hat einen Sohn. Er engagiert sich für Zerebralparese-Patienten.

## Filmografie (Auswahl)
- 1984: Tatort: Kielwasser
- 1987: Lindenstraße (Fernsehserie), 1 Folge
- 1989: Lindenstraße (Fernsehserie), 1 Folge
- 1989–1991: Forstinspektor Buchholz (Fernsehserie), 36 Folgen
- 1990: Liebesgeschichten (Fernsehserie), 1 Folge
- 1991: Eurocops (Fernsehserie), 1 Folge
- 1991: Ein Schloß am Wörthersee (Fernsehserie), 1 Folge
- 1992: Die Lok
- 1992: Tücken des Alltags (Fernsehserie), 1 Folge
- 1992: Diese Drombuschs (Fernsehserie), 1 Folge
- 1992: Der Männerchor (Kinofilm)
- 1992: Geschichten aus der Heimat (Fernsehserie, Episode: Augenblick der Wahrheit)
- 1993: Eurocops (Fernsehserie), 1 Folge
- 1993: Apfel im Moor (Fernsehfilm)
- 1993: Lindenstraße (Fernsehserie), 2 Folgen
- 1993: Familie Heinz Becker (Fernsehserie), 1 Folge
- 1993–1999: Stadtklinik (Fernsehserie), 168 Folgen
- 1994: Hallo, Onkel Doc! (Fernsehserie), 1 Folge
- 1994: Die Gerichtsreporterin (Fernsehserie), 1 Folge
- 1995: Mörderische Zwillinge (Fernsehfilm)
- 1996: King of Evergreen (Fernsehfilm)
- 1996: Die Wache (Fernsehserie), 1 Folge
- 1998: Familie Heinz Becker (Fernsehserie), 1 Folge
- 1999: Gisbert (Fernsehserie), 1 Folge
- 1999: Die Wache (Fernsehserie), 1 Folge
- 2000: Brennendes Schweigen (Fernsehfilm)
- 2002: Lindenstraße (Fernsehserie), 1 Folge
- 2003: Nikola (Fernsehserie), 2 Folgen
- 2004: Unter Brüdern (Fernsehserie), 1 Folge
- 2004: Ufos üvverm Aldermaat (Fernsehfilm)
- 2005: Die Wache (Fernsehserie), 1 Folge
- 2006: Die wilden Hühner (Kinofilm)
- 2006: Die Camper (Fernsehserie), 1 Folge
- 2007: Der Sonnenhof (Fernsehfilm)
- 2009: Dust of Time (Kinofilm)
- 2009–2011: Die Anrheiner (Fernsehserie), 46 Folgen
- 2012: Ein Fall für die Anrheiner (Fernsehserie), 6 Folgen